# 迤西道
迤西道，清朝设置的道，属于云南省。
康熙九年（1670年）设分守永昌道，驻大理府。雍正三年（1725年），改为分巡道。雍正八年（1730年）设分巡迤西道，驻大理府，下辖大理府、楚雄府、姚安府、永昌府、鹤庆府、顺宁府、永北府、丽江府、景东府、蒙化府。乾隆十三年（1748年），为布政使司参政衔。乾隆二十四年（1759年）加水利衔。乾隆三十二年（1766年），加兵备衔。乾隆三十三年（1767年），为分巡迤西兵备兼管水利道。光绪二十八年（1902年）驻腾越厅，兼管关务。宣统三年（1911年），称分巡迤西驿堡兵备道。下辖大理府、楚雄府、永昌府、丽江府、蒙化直隶厅、永北直隶厅。民国2年（1913年）4月改为滇西道。